# Areniconulus
Areniconulus es un género de foraminífero bentónico de la subfamilia Hyperammininae, de la familia Hyperamminidae, de la superfamilia Hippocrepinoidea, del suborden Hippocrepinina y del orden Astrorhizida. Su especie tipo es Areniconulus bykovae. Su rango cronoestratigráfico abarca desde el Wenlockiense (Silúrico medio) hasta el Ludloviense inferior (Silúrico superior).

## Discusión
Clasificaciones previas incluían Areniconulus en la familia Hippocrepinidae, así como en el suborden Textulariina del orden Textulariida.

## Clasificación
Areniconulus incluye a la siguiente especie:
- Areniconulus bykovae